# Viktor Tchikoulaev
Viktor Tchikoulaev (* 22. Februar 1964 in Odessa, Ukrainische SSR) ist ein ukrainisch-portugiesischer Handballtrainer und ehemaliger Handballspieler.

## Spielerkarriere

### Verein
Viktor Tchikoulaev spielte zunächst in seiner Heimatstadt Odessa, bevor er ins Trainingszentrum von Kunzewo Moskau wechselte. 1989 erhielt der 1,93 m große Rückraumspieler die Freigabe für einen Wechsel ins Ausland und lief fortan für den portugiesischen Verein Académico Basket Clube in der ersten portugiesischen Liga auf. Mit dem Klub aus Braga gewann er 1991, 1992, 1993 und 1995 die portugiesische Meisterschaft sowie 1990, 1991, 1992, 1993 und 1995 den portugiesischen Pokal. In der EHF Champions League 1993/94 unterlag er in den Finalspielen dem spanischen Verein TEKA Santander. 1995 wechselte er zu Sporting Lissabon, für den er in seiner ersten Saison 127 Tore warf und 80 weitere vorbereite. Dafür wurde er zum besten Spieler der Saison gewählt. Mit Sporting wurde er 1998 Pokalsieger. In der Saison 1998/99 spielte er zwei Monate für den Stadtrivalen Benfica Lissabon, ehe er zum deutschen Zweitligisten VfL Hameln ging. Nach dem verpassten Aufstieg in die Handball-Bundesliga kehrte er 1999 nach Braga zurück. Mit ABC wurde er 2000 Meister und Pokalsieger. Seine Spielerlaufbahn ließ er bei AC Fafe und Francisco de Holanda ausklingen.

### Nationalmannschaft
Mit der sowjetischen Juniorennationalmannschaft gewann der Rückraumspieler Gold bei der U-21-Handball-Weltmeisterschaft 1985.
In der portugiesischen Nationalmannschaft debütierte Tchikoulaev bei der 27:29-Niederlage mit acht Toren gegen Schweden am 12. Mai 1994 in Porto. Für die einen Monat später stattfindende Europameisterschaft 1994 in Portugal wurde er nicht berücksichtigt. Erst zur Weltmeisterschaft 1997, wo er 21 Treffer in fünf Spielen erzielte und den 19. Platz belegte, wurde er nominiert. Bei der Europameisterschaft 2000 warf er 17 Tore in sechs Partien und erreichte mit dem Team den 7. Platz. Bei der Weltmeisterschaft 2001 war er zehnmal erfolgreich und kam auf den 16. Rang. Bei der Weltmeisterschaft 2003 traf er 17 Mal in sieben Spielen und kam mit Portugal auf den 12. Platz. Insgesamt bestritt er mindestens 63 Länderspiele, in denen er 153 Tore erzielte.

## Trainerkarriere
In der Saison 2006/07 war Tchikoulaev als Spielertrainer bei Francisco de Holanda aktiv. Nach weiteren Stationen beim SC Horta und Marítimo Funchal betreute er den spanischen Verein Atlético Novás in der Saison 2011/12. In derselben Spielzeit gab er ein kurzes Comeback als Spieler für Xico Andebol (vormals Francisco de Holanda). Als Trainer war er in Angola beschäftigt. Zuerst trainierte er die Männer von CD Marinha de Guerra de Angola. Mit den Frauen von CD Primeiro de Agosto gewann er die angolanische Meisterschaft 2014 und die afrikanische Champions League 2014. 2017 übernahm er die Männer von GD Interclube. Anschließend kehrte er zum AC Fafe zurück. Seit 2019 ist er Jugendtrainer bei Arsenal da Devesa und seit 2021 zusätzlich bei Xico Andebol.

## Privates
Seine Söhne Alexei (* 1984) und Boris (* 1987) spielten Fußball, Alexandr (* 2004) in der ersten portugiesischen Liga Handball.